# 渡辺幹男
渡辺 幹男（わたなべ みきお、1962年11月5日 - ）は日本のギター奏者。

## 人物
東京都・浅草出身。6歳よりギターを始め18歳でプロデビュー。後に師匠である吉田豊のもと22歳でバンドデビュー。
29歳から13年間無印良品サマージャンボリーの音楽監督を務める。
作家であり冒険家の戸井十月の「世界五大陸走破」（1997年～2009年）のドキメンタリー番組テーマソング「Mais Para La」を製作した。2013～2015年に韓国済州島にAsiaの音楽を制作すべく2年間移住していた。 
2016年、海つなぐプロジェクト発足と同時にレーベルGoldSteyMusicを設立。プロデュース及び楽曲提供。 沖縄人気ユニットCOI-NAの新作CDをプロデュース及び楽曲提供。
コロナ禍の三年間を経て、2022年よりアジアンプロジェクト再開とともにコンサート及びアーティストプロデュースに尽力している。
また、2022年にソプラノ・オペラ歌手の宗田舞子、パーカッション の穐葉慶吾と異色のトリオ「Classticks」を結成し、 金沢、名古屋、神戸、和歌山、岡山、沖縄、台湾など各地で演奏活動を行っている。
2024年10月1日にClassticksが2年間の石川県白山市観光特使に任命され、精力的なライヴ活動を通して白山市の魅力を広げる活動を行っている。

## 作品
- 1992年 - ファーストアルバムMERENDA発表
- 1993年 - 浜辺で聴くビートルズを発表
- 1994年 - Vap inc.よりラブァーズコレクション5枚組を発表
- 2002年 - 無印良品サマージャンボリーテーマ曲　アクレジッテを発表
- 2004年 - Bossa Organica（渡辺幹男、吉田和雄）1stアルバム「Bossa Organica」発表
- 2006年 - 戸井十月世界五大陸テーマ曲「Mais para la」収録されたサウンドトラック「Mais para la」を発表
- 2006年 - Victor Entertainment,inc.より南佳孝&RioNovo（新川博、吉田和雄、渡辺幹男）で「Bossa Aregre」を発表
- 2007年 - オーマガトキよりボッサオルガニカ「Liberdade」発表
- 2008年 - 沖縄ホテル日航アリビラのオリジナルアルバム「ALIVILA」を発表
- 2013年 - Della inc.より「ほのぼのボッサ～やさしくなりたい～」
- 2014年 - Della inc.より「家カフェ～X'mas～」
- 2015年 - Della inc.より「ほのぼのボッサ～風になりたい～」を発表

## 楽曲提供及び参加作品
- 相曽晴日、岩男潤子（楽曲提供）
- カルロストシキ、加藤実、木村充揮（憂歌団）、クミコ、小林旭50周年DVD.佐野聰
- 志賀昭裕、斎籐みゆき（楽曲提供）
- JJ・Lee（SAX）、清水明日香(楽曲提供)、笑福亭銀瓶（噺家）、新川博、制服向上委員会（楽曲提供）、宗田舞子（ソプラノ歌手）
- 西田あい、野田幹子（楽曲提供）
- ParisMach、羽山みずき、日野美歌（楽曲提供）、細田好弘
- 三浦晃嗣、南佳孝、ブレッド&バター、松山千春、みつき愛、三ツ矢亜美、森下亜希子、吉田豊、吉田和雄、柳澤伸之、依田彩（楽曲提供）

プロデュースした日野美歌のアルバム「横浜フォール・イン・ラブ」が、ミュージックマガジン2010年1月号の「ベストアルバム2009」で歌謡曲/Jポップ部門で第5位に選出される。